# Chirita (entreprise)
Pour les articles homonymes, voir Chirita.
 (janvier 2021).
Chirita est une société d'informatique et d'acoustique musicale française créée par un ingénieur en électronique roumain, Georges Chirita.

## Informatique
La société produit des ordinateurs qui allient à la fois la technologie et un style traditionnel se voulant luxueux. Ainsi parmi les produits vendus par la société Chirita se trouvent des ordinateurs par exemple dans un « style Louis XVI ».
George Chirita pense du matériel informatique qu'il est aujourd'hui « facile de le considérer comme un objet de luxe » mais a ressenti la commodité de s'entourer d'artisans d'art car selon lui « leur savoir-faire extraordinaire transmis de génération en génération » est indispensable pour qu'un tel projet aboutisse.
Ces produits sont personnalisables selon le goût du client pour des pièces massives ou plaquées et l'ajout d'initiales ou d'un blason. Les premiers prix sont à partir de 17 000 euros.
En 1999, Georges Chirita reçoit pour son « ordinateur en or » un prix de l'innovation.
En 2011, Chirita accuse Samsung de contrefaire le dessin de ses modèles d'écrans,.

## Acoustique musicale
Chirita se diversifie ensuite sur l'acoustique musicale en créant des prototypes d'enceintes haut de gamme en « son spatial »,. Ces équipements sont cités en 2016 par Capital parmi « les 14 innovations numériques "Made in France" qui vont changer votre quotidien ».